# Малый Сердеж
 Малый Сердеж  — упраздненная деревня в Лебяжском районе Кировской области.

## География
Расположена на расстоянии примерно 15 км на юго-восток от райцентра поселка  Лебяжье.

## История
Была известна с 1891 года, в 1905 дворов 36 и жителей 236, в 1926 45 и 205, в 1950 28 и 89, в 1989 оставалось 38 человек. В 2012 году деревня была упразднена согласно закону Кировской области №178-30 от 6.07.12.  В период 2006-2012 годов входила в состав Вотского сельского поселения, в 2012 году также входила в состав Михеевского сельского поселения до своего упразднения.

## Население
Постоянное население составляло 2 человека (русские 100%) в 2002 году, 0 в 2010.